# Słupia (gromada w powiecie koneckim)
Słupia – dawna gromada, czyli najmniejsza jednostka podziału terytorialnego Polskiej Rzeczypospolitej Ludowej w latach 1954–1972.
Gromady, z gromadzkimi radami narodowymi (GRN) jako organami władzy najniższego stopnia na wsi, funkcjonowały od reformy reorganizującej administrację wiejską przeprowadzonej jesienią 1954 do momentu ich zniesienia z dniem 1 stycznia 1973, tym samym wypierając organizację gminną w latach 1954–1972.
Gromadę Słupia z siedzibą GRN w Słupi utworzono – jako jedną z 8759 gromad na obszarze Polski – w powiecie koneckim w woj. kieleckim, na mocy uchwały nr 13d/54 WRN w Kielcach z dnia 29 września 1954. W skład jednostki weszły obszary dotychczasowych gromad Czerwona Wola, Czerwona Wola „B”, Pijanów, Radwanów kolonia i Słupia oraz wieś Radwanów z dotychczasowej gromady Radwanów ze zniesionej gminy Pijanów w tymże powiecie. Dla gromady ustalono 17 członków gromadzkiej rady narodowej.
29 lutego 1956 z gromady Słupia wyłączono oddziały Nr Nr 148–151, 154–156 i 211–215 nadleśnictwa Ruda Maleniecka, włączając je do gromady Pilczyca w tymże powiecie.
31 grudnia 1959 do gromady Słupia przyłączono wsie Budzisław i Wólka, kolonie Konradów i Mogielnica oraz osadę Gwóźdź ze zniesionej gromady Wólka, a także wsie Biały Łóg, Słomiana i Jakimowice, parcelację Biały Łóg i kolonię Jakimowice ze zniesionej gromady Jakimowice w tymże powiecie.
Gromada przetrwała do końca 1972 roku, czyli do kolejnej reformy gminnej. 1 stycznia 1973 utworzono gminę Słupia.